# Guerre russo-polonaise (1654-1667)
Pour les articles homonymes, voir Guerre russo-polonaise.
 (octobre 2020).
Si vous disposez d'ouvrages ou d'articles de référence ou si vous connaissez des sites web de qualité traitant du thème abordé ici, merci de compléter l'article en donnant les références utiles à sa vérifiabilité et en les liant à la section « Notes et références ».
Batailles
- Smolensk
- Chklow
- Szepielewicze
- Ochmatów
- Vilnius
- Horodok
- Ozerna
- Verkiai
- Miadzel
- Konotop
- Liakhavitchy
- Połonka
- Lioubar
- Słobodyszcze
- Bassia
- Tchoudniv
- Kuszliki
- Hloukhiv
- Stawiszcze

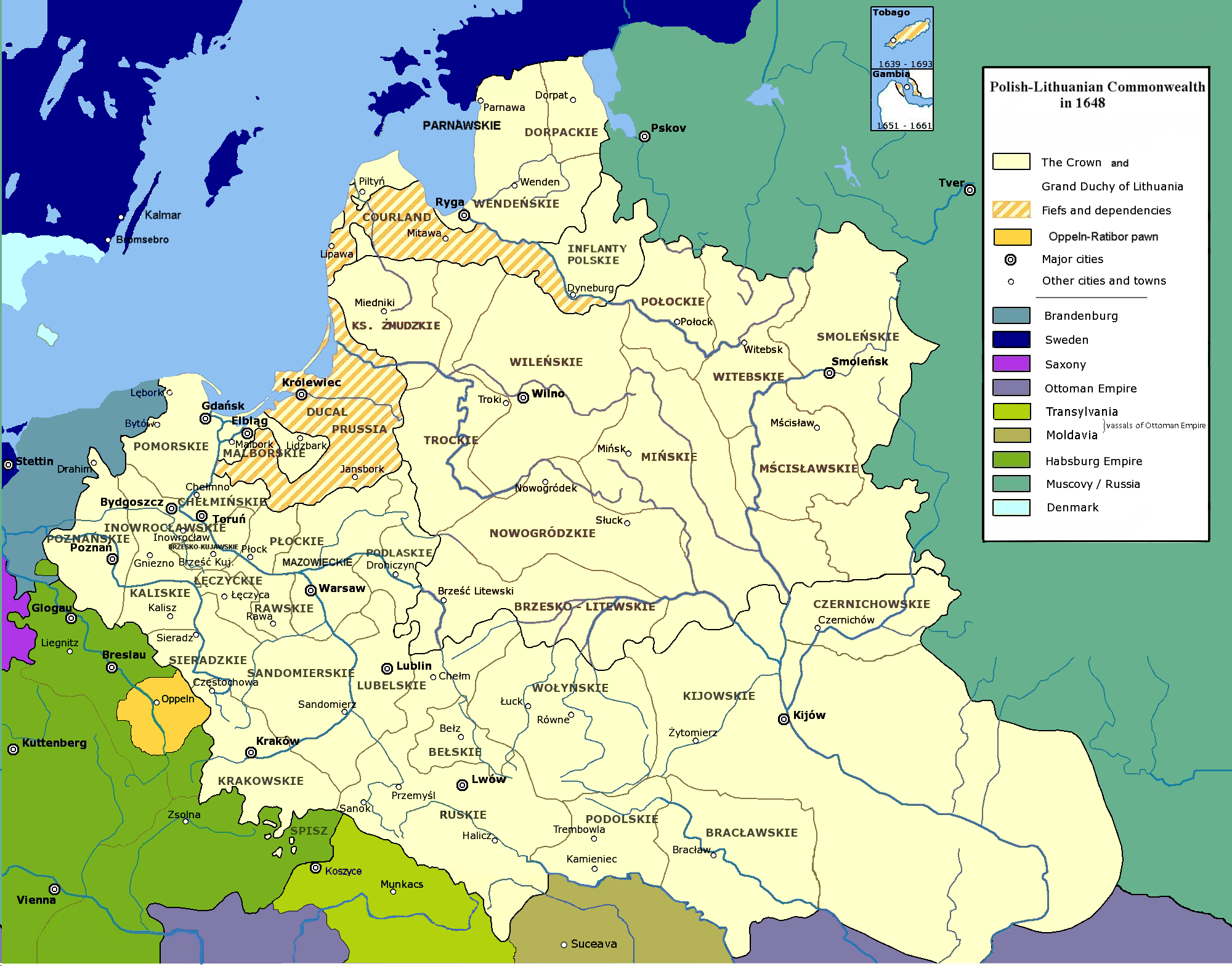
La république des Deux Nations en 1648

La guerre russo-polonaise de 1654–1667

La guerre russo-polonaise de 1654-1667 est un conflit majeur entre le tsarat de Russie et la république des Deux Nations. Entre 1655 et 1660, la république des Deux Nations est aussi le théâtre de la première guerre du Nord, c'est pourquoi cette période est connue en Pologne comme celle du Déluge. La République a tout d'abord essuyé des défaites, puis a regagné du terrain et la plupart de ses batailles. Cependant, son économie dévastée n'était pas en mesure de financer un si long conflit. Aux prises avec une crise intérieure et une guerre civile, la Pologne s'est vue forcée de signer une trêve. La guerre s'est soldée par un gain territorial substantiel pour les Russes et marque le début de l'ascension de la Russie en tant que grande puissance d'Europe de l'Est.

## Contexte
Le conflit démarre du soulèvement de Khmelnytsky, une révolte des cosaques d'Ukraine contre la république des Deux Nations. Le meneur des Cosaques, Bohdan Khmelnytsky, a pour principal soutien étranger celui d'Alexis Ier de Russie, à qui il promet son allégeance en échange. Même si le Zemski sobor de 1651 est prêt à accepter les Cosaques dans la zone d'influence de Moscou et à entrer en guerre contre la Pologne-Lituanie à leurs côtés, le tsar ne se décide qu'en 1653, alors qu'une nouvelle assemblée populaire finit par autoriser le protectorat d'Ukraine au sein du tsarat de Russie. Après la ratification du traité de Pereïaslav par les Cosaques, une guerre russo-polonaise devient inévitable.

## Invasion de la république des Deux Nations
En juillet 1654, une armée russe de 41 000 soldats (officiellement sous les ordres du tsar, mais en réalité menés par les princes Iakov Tcherkasski (ru), Nikita Odoïevski et Ivan Khovanski) s'emparent des forteresses de Bely et de Dorogobouj et assiègent Smolensk.
Les positions russes à Smolensk sont menacées tant que le grand-hetman de Lituanie, le prince Janusz Radziwiłł, et sa garrison de 10 000 hommes, tient Orcha, un peu plus à l'ouest. Tcherkasski prend Orcha ; les forces qu'il dirige, menées par le kniaz Iouri Baryatinski, obligent Radziwiłł à battre en retraite lors de la bataille de Chklow, qui se déroule pendant une éclipse solaire et pour laquelle les deux camps revendiquent la victoire, le 12 août dans les environs de Chklow. Radziwiłł est une nouvelle fois défait douze jours plus tard à la bataille de Szepielewicze. Après un siège de trois mois, Smolensk, qui était au centre du dernier conflit russo-polonais, tombe aux mains des Russes le 23 septembre.
Entretemps, le prince Alexeï Troubetskoï dirige le flanc sud de l'armée russe de Briansk vers l'Ukraine. Le territoire entre le Dniepr et la Berezina est rapidement envahi : Troubetskoï s'empare de Mstislavl et de Roslavl, tandis que ses alliés ukrainiens capturent Homel. Sur le flanc nord, Vassili Cheremetiev part de Pskov et se rend maître des villes lituaniennes de Nevel (le 1er juillet), de Polotsk (le 17 juillet) et de Vitebsk (le 17 novembre).
Juste après cela, les troupes du tsar déferlent sur la Livonie polonaise et s'établissent solidement à Ludza et à Rezekne. Pendant ce temps, les forces armées de Khmelnitsky associées à celles du boyard russe Vassili Boutourline (en) attaquent la Volhynie. Malgré de nombreuses dissensions entre leurs deux chefs, elles parviennent à s'emparer d'Ostrog et de Rovno avant la fin de l'année.

## La campagne de 1655
Durant l'hiver et le printemps 1655, le prince Radziwiłł lance une contre-offensive en Biélorussie : il reprend Orcha et assiège Moguilev. Ce siège durera trois mois, sans issue significative. En janvier, Cheremetiev et Khmelnitsky sont vaincus à la bataille d'Ochmatów, tandis que la seconde armée polonaise (alliée aux Tatars) écrase un contingent russo-ukrainien à Jachkiv.
Alarmé par ces revers, le tsar arrive en toute hâte de Moscou et lance une vaste offensive. Les Lituaniens n'offrent qu'une faible résistance : ils cèdent Minsk aux Cosaques et à Tcherkasski le 3 juillet. Vilnius, la capitale du grand-duché de Lituanie, est prise par les Russes le 31 juillet. Ce succès est suivi de la conquête de Kaunas et de Hrodna en août.
Pendant ce temps, le prince Dmitri Volkonski (ru) part de Kiev et remonte le Dniepr et le Pripiat, mettant les Lituaniens en déroute et capturant Pinsk au passage. Les troupes de Troubetskoï envahissent Slonim et Kletsk, tandis que Cheremetiev s'empare de Velij le 17 juin. Une garnison lituanienne résiste encore au siège des Cosaques à Stary Bykhov, lorsque Khmelnitsky et Boutourline s'activent déjà en Galicie. Ils attaquent la ville polonaise de Lviv en septembre et entrent à Lublin après la défaite de Paweł Jan Sapieha près de Brest.

## L'armistice
L'avancée des Russes au cœur de la république des Deux Nations incite la Suède et son roi Charles X Gustave à envahir la Pologne en 1655.
Afanassi Ordine-Nachtchokine ouvre ensuite les négociations avec les Polonais et signe un armistice, le traité de Vilnius, le 2 novembre. Après cela, les forces russes marchent sur la Livonie suédoise et assiègent Riga lors de la guerre russo-suédoise de 1656-1658, un des théâtres de la première guerre du Nord.
Khmelnytsky n'est pas contre cette trêve et soutient le tsar, même s'il le prévient contre la sournoiserie polonaise.

## La campagne contre Vyhovsky
Ivan Vyhovsky, le hetman élu en 1657 à la mort de Khmelnytsky, s'allie aux Polonais en septembre 1658, ce qui donne naissance au Grand-Duché de Ruthénie. Cependant, les Cosaques sont également accaparés par le début de guerre civile et un nouveau traité de Pereïaslav avec la Russie en 1659.
Le tsar conclut avec la Suède l'avantageux Traité de Valiersar, qui lui permet de reprendre les hostilités contre les Polonais en octobre 1658 et de capturer Wincenty Gosiewski lors de la bataille de Verkiai. Au nord, la tentative de Sapieha de faire le blocus de Vilnius est freinée par le Prince Iouri Dolgoroukov le 11 octobre. Au sud, Ivan Vyhovsky ne parvient pas à extirper Kiev, où les Russes gardent leur garnison, du contrôle de Cheremetiev. Néanmoins, en juillet 1659, Vyhovsky et ses alliés les Tatars de Crimée infligent une lourde défaite à l'armée de Troubetskoï lors de la bataille de Konotop.

### La chance tourne
La menace qui flottait sur les Russes lors de leurs conquêtes en Ukraine se dissipe lorsque Vyhovsky perd son alliance avec la Khanat de Crimée à la suite de la campagne victorieuse d'Ivan Sirko, qui attaquera également Tchyhyryne un peu plus tard. Une révolte se déclare en Sévérie, où Vyhovsky a laissé peu de garnisons polonaises stationner. Lors de cette révolte, le noble ukrainien Iouri Nemyrych, considéré comme l'auteur original du traité d'Hadiach, trouve la mort. Avec le colonel Mykhaïlo Khanenko, d'Ouman, Sirko mène une révolte à travers toute l'Ukraine. Les mutins cosaques réclament que Vyhovsky soit démis de ses fonctions de hetman et que l'on réélise le fils de Khmelnytsky, Iouri, à sa place. Les deux camps s'affrontent près du village de Hermanivka. Là, le reste des Cosaques désertent Vyhovsky, qui n'est plus soutenu que par des troupes polonaises et d'autres mercenaires, et rejoignent le camp de Iouri Khmelnytsky. Un conseil réunissant les deux camps a lieu, lors duquel l'union entre la Pologne et la Lituanie est proclamée impopulaire. Vyhovsky quitte la réunion sous les menaces. Le conseil élit Khmelnytsky comme nouveau hetman et une requête officielle est envoyée à Vyhovsky de rendre le pouvoir, à laquelle il se plie.
Les forces russes, qui se cassent les dents à Konotop, tentent de renégocier un traité de paix à quelque condition que ce soit. Cependant, le changement de pouvoir au sein du Hetmanat cosaque reflète bien l'influence de la politique extérieure russe en Ukraine et rassure le voïvode Troubetskoï. Troubetskoï invite Khmelnytsky à renégocier. Conseillé de ne pas se précipiter, Iouri Khmelnytsky mandate Petro Dorochenko d'une demande officielle. Troubetskoï, cependant, insiste sur la présence du hetman pour signer le traité de Pereïaslav. Une fois sur place, Khmelnytsky se rend compte qu'il est tombé dans une embuscade.

## La fin de la guerre

La plupart des zones orientales marquées d'orange clair ont été perdues par la république des Deux Nations au profit de la Russie en 1667 ; le reste a été perdu lors du Traité de paix éternelle de 1686.

La roue tourne en faveur de la Pologne en 1660. Le roi Jean II Casimir de Pologne, ayant conclu la Première guerre du Nord contre la Suède par le Traité d'Oliva, est désormais en mesure de concentrer toutes ses forces sur le front de l'est, et Sapieha et Stefan Czarniecki battent Khovansky à la bataille de Połonka le 27 juin. Ensuite, Stanisław Potocki et Georges Lubomirski attaquent Vassili Cheremetiev à la bataille de Tchoudniv et l'obligent à capituler le 2 novembre, après avoir persuadé Iouri Khmelnytsky de se retirer le 17 octobre:186. Ces revers forcent le tsar à accepter le traité de Kardis, afin d'empêcher une nouvelle guerre contre la Suède.
Vers la fin de l'année 1663, le roi de Pologne traverse le Dniepr et envahit l'Ukraine de la rive gauche. La plupart des villes qui se trouvent sur son chemin se rendent sans résistance, mais le siège de Hloukhiv en janvier est un échec désastreux et il essuie un revers de plus à Novgorod-Severski. En revanche, la république des Deux Nations défait l'armée de Khovanski à Vitebsk durant l'été 1664.:186
Les négociations de paix traînent en longueur de 1664 jusqu'à janvier 1667, où la révolte de Lubomirski (en) force les Polonais à conclure le traité d'Androussovo, en vertu duquel la république des Deux Nations cède à la Russie la forteresse de Smolensk ainsi que l'Ukraine de la rive gauche du Dniepr (y compris Kiev), tandis que la République garde l'Ukraine de la rive droite:186.
En plus des gains territoriaux, ce conflit a provoqué des changements majeurs dans l'armée russe. Alors que l'armée russe était jusqu'alors une armée semi-permanente, mobilisée de façon saisonnière, ce conflit l'amène à devenir permanente, préparant ainsi le terrain pour les succès militaires de Pierre le Grand et de Catherine la Grande.

## Source
- (en) Cet article est partiellement ou en totalité issu de l’article de Wikipédia en anglais intitulé « Russo-Polish War (1654–67) » (voir la liste des auteurs).